# ハニナ (小惑星)
ハニナ (3068 Khanina) は、小惑星帯にある小惑星。リュドミーラ・カラチキナがウクライナのクリミア天体物理天文台で発見した。
ロシア人の女性天文学者から名付けられたとも言われているが、詳細は不明。